# Powięź

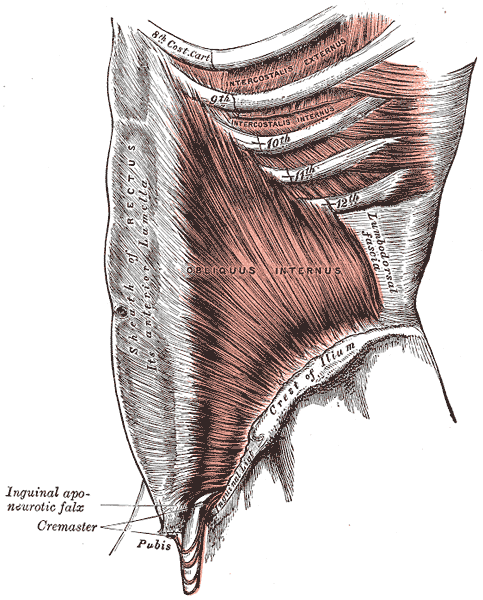
Powięź mięśnia prostego brzucha

Powięź (łac. fascia) – błona zbudowana z tkanki łącznej włóknistej zbitej, której zadaniem jest zewnętrzna osłona poszczególnych mięśni, grup mięśniowych i całej warstwy. Powięzi utrzymują w jedności całe ciało tworząc sieć otulającą i napinającą poszczególne jego elementy. Powięzi to wszystkie włókna kolagenowe tkanki łącznej, szczególnie torebki stawowe czy torebki organów, rozcięgna (podeszwowe), przegrody grup mięśniowych, ścięgna i więzadła.
Ta oplatająca całe ciało siatka utrzymuje jego strukturalną jedność, pomaga mu i chroni je zachowując się podczas poruszania jak elastyczny zderzak. Powięzi odgrywają też ważną rolę w procesach biochemicznych i hemodynamiki oraz tworzą macierz dla komunikacji międzykomórkowej. Spełniają ważną funkcję immunologiczną chroniąc ciało przed drobnoustrojami chorobotwórczymi i infekcjami, a po uszkodzeniach tkanki tworzą podstawę dla procesów jej zdrowienia.